# Hyundai Sonata
Hyundai Sonata er en siden starten af 1985 bygget firedørs sedan fra den sydkoreanske bilfabrikant Hyundai Motor, som tilhører den store mellemklasse. Modelnavnet er afledt af ordet Sonate.

## Historie
Sonata kom på markedet i Danmark i starten af 1992 og var en af Hyundais første bilmodeller, som solgtes i Danmark.
I modelprogrammet var Sonata Hyundais topmodel frem til introduktionen af den øvre mellemklassebil Hyundai XG i 1998.

## Sonata Y (1985−1987)
I starten af 1985 introduceredes Sonata, i første omgang udelukkende til det koreanske marked.
Den første generation var en luksusudgave af Hyundai Stellar med eget navn. Eneste tilgængelige motor var Mitsubishis 4G63 2,0-litersmotor med 77 kW/105 hk.
Bilen var designet af Giorgio Giugiaro og havde som standard servostyring, klimaanlæg, fartpilot, el-ruder foran og bagi og elektrisk hældningsjusterbart bagsæde.
Bilen kunne kun købes i Sydkorea og blev bygget i Ulsan. Ligesom Stellar var Sonata baseret på den baghjulstrukne Ford Cortina fra 1979. Først med anden modelgeneration gik Hyundai som den første koreanske bilfabrikant over til forhjulstræk i mellemklassen.

### Motorer
| Model | Cylindre | Ventiler | Slagvolume cm³ | Max. effekt kW (hk) / omdr. | Max. drejningsmoment Nm / omdr. | Bemærkninger                                                                                               |
| ----- | -------- | -------- | -------------- | --------------------------- | ------------------------------- | --- |
| 2.0   | 4        | 8        | 1997           | 77 (105) / 5500             | 164 / 3500                      | Baseret på Mitsubishis Sirius-motor, som Hyundai videreudviklede på licens. Bilen havde ingen katalysator. |

### Sikkerhed
Denne generation af Sonata havde hverken ABS eller airbags. Her er det værd at bemærke, at i det tidsrum havde de fleste mellemklassebiler ikke disse ting som standardudstyr. ABS blev for eksempel standard i Ford Scorpio i 1985, og i Sonata med Y3-modellen. Med denne tilkom også airbags.

## Sonata Y2 (1988−1993)
Anden generation af Hyundai Sonata var en af de første modeller, som Hyundai selv havde været med til at udvikle. I 1982 fik den sydkoreanske fabrikant med den mindre Hyundai Pony sine første erfaringer med selvstændigt automobilbyggeri og tog afstand fra licensbyggerier som f.eks. Ford Cortina.
Designet, interiøret og karrosseriet stammede fra Hyundai selv, mens motorerne og platformen kom fra Mitsubishi Galant. Udviklingsomkostningerne androg 375 millioner amerikanske dollar og omfattede en million testkilometre, som skulle opfylde specielt eksportmarkedernes forventninger. Usædvanlige var de automatisk spændende sikkerhedsseler på alle fire siddepladser.
Modellen havde premiere i Sydkorea den 1. juni 1988, i nærheden af produktionsbyen Ulsan. På grund af den overraskende høje efterspørgsel på Pony hhv. Excel oprettedes i 1989 fabrikantens første fabrik uden for hjemlandet i den canadiske by Bromont (Québec-provinsen) for at udvide produktionskapaciteten. Efterspørgslen på Excel forblev dog i den uens konkurrentstærkere lille mellemklasse lav, hvorfor den nye fabrik allerede blev nedlagt igen i 1993.
I foråret 1992 blev Sonata modificeret. Modellen var designet af Giorgio Giugiaro. Da modellen for første gang blev tilbudt med V6-motor, kunne den fra 1990 også konkurrere med Ford Falcon og Holden Commodore.
Sonata er den eneste Hyundai-model, som i et længere tidsrum (1985−2010) er blevet solgt under den samme modelbetegnelse.

### Motorer[5]
| Model | Cylindre | Ventiler | Slagvolume cm³ | Max. effekt kW (hk) / omdr. | Max. drejningsmoment Nm / omdr. | 0-100 km/t sek. | Topfart km/t | Bemærkninger |
| ----- | -------- | -------- | -------------- | --------------------------- | ------------------------------- | --------------- | ------------ | --- |
| 1.8   | 4        | 8        | 1795           | 70 (95) / 5200              | 143 / 4100                      | 13,0            | 160          | Var ligesom alle firecylindrede motorer frem til og med Sonata EF-B baseret på Mitsubishis Sirius-motor, som Hyundai videreudviklede på licens. Hyundai motorkode G4CM. |
| 2.0   | 4        | 8        | 1997           | 75 (102) / 5000             | 157 / 2500                      | 12,5            | 170          | Hyundai motorkode G4CP. |
| 2.0   | 4        | 16       | 1997           | 96 (131) / 6000             | 166 / 4000                      |                 | 192          | Afløste fra 1992 2,4-litersmotoren. Hyundai motorkode G4CPD. |
| 2.4   | 4        | 8        | 2351           | 84 (114) / 4500             | 186 / 3500                      | 12,0            | 180          | Ulempe: Højt brændstofforbrug. Hyundai motorkode G4CS. |
| 3.0   | 6        | 12       | 2972           | 107 (146) / 5000            | 231 / 2400                      | 12,5            | 183          | Fra 1990. Baseret på Mitsubishi 6G72 Cyclone-motoren fra 1987, som Hyundai videreudviklede på licens. Hyundai motorkode G6AT. En sekscylindret benzinmotor var i den tid nødvendig for en langvarig beståen på det amerikanske marked, som første generation var tilegnet. Ulempe: Højt brændstofforbrug. |

- Modellen fandtes ikke med dieselmotor.

### Sikkerhed
Denne model af Sonata (type Y2) havde stadigvæk ikke airbags, hvorimod ABS kunne fås som ekstraudstyr til V6-modellen. På modellens introduktionstidspunkt var airbags og ABS stadigvæk ikke standardudstyr i de fleste mellemklassebiler. Undervognen er meget komfortabel, og blev ikke ændret ved faceliftet i 1992.

## Sonata Y3 (1993−1998)

### Salgsstrategi
De sydkoreanske bilfabrikanter, som fra 1991 (Hyundai), 1993 (Kia) hhv. 1994 (Daewoo) for første gang solgte deres biler i Europa, fulgte samme salgsstrategi som de japanske bilfabrikanter 30 år forinden. De forsøgte at tiltrække kunder ved hjælp af lave priser i kombination med omfangsrigt komfortudstyr.
Dermed havde V6-modellen af Sonata, som kom på markedet i maj 1993, et omfattende komfortudstyr med klimaanlæg, sædevarme og læderindtræk til næsten samme pris som basismodellen af Volkswagen Passat med firecylindret motor.
Ulemperne ved denne model var for blød affjedring og støddæmperafstemning, billige materialer i kabinen samt en tilforladelighed og forarbejdning under gennemsnittet. Køreegenskaberne blev bedre i forhold til forgængeren, idet karrosseriet var blevet stivere og affjedringen hårdere.

### Motorer[5]
Motorerne var ligesom i den foregående model (Y2) ældre konstruktioner fra Mitsubishi. Benyttelsen af simpel teknik muliggjorde for bilerne lange kørestrækninger, så længe man ikke udnyttede den fulde effekt over et længere tidsrum. Køleren og -kredsløbet var ikke konstrueret til den ved højere hastigheder tilsvarende højere motortemperatur. Alle motorer opfyldt Euro2-normen.
| Model | Cylindre | Ventiler | Slagvolume cm³ | Max. effekt kW (hk) / omdr. | Max. drejningsmoment Nm / omdr. | 0-100 km/t sek. | Topfart km/t | Byggeår     |
| ----- | -------- | -------- | -------------- | --------------------------- | ------------------------------- | --------------- | ------------ | ----------- |
| 1.8   | 4        | 8        | 1795           | 72 (98) / 5500              | 144 / 4400                      | 12,1            | 165          | 1993 − 1996 |
| 1.8   | 4        | 8        | 1795           | 63 (86) / 5000              | 132 / 2400                      | 15,8            | 165          | 1996 − 1998 |
| 2.0   | 4        | 8        | 1997           | 77 (105) / 5000             | 162 / 2400                      | 11,9            | 170          | 1993 − 1996 |
| 2.0   | 4        | 8        | 1997           | 70 (95) / 4900              | 157 / 2400                      | 11,5            | 170          | 1996 − 1998 |
| 2.0   | 4        | 16       | 1997           | 102 (139) / 5800            | 179 / 4000                      | 10,2            | 195          | 1993 − 1996 |
| 2.0   | 4        | 16       | 1997           | 92 (125) / 5800             | 180 / 4000                      | 11,0            | 195          | 1996 − 1998 |
| 3.0   | 6        | 12       | 2972           | 107 (146) / 5000            | 231 / 2400                      | 10,1−13,0       | 185          | 1993 − 1998 |

- Ligesom forgængerne fandtes modellen ikke med dieselmotor.

### Sikkerhed
ABS-systemet, som var ekstraudstyr i forgængeren, blev nu standardudstyr, ligesom de for første gang indførte airbags som beskyttede fører og forsædepassager.
På denne Sonata blev der for første gang udført kollisionstests udenfor fabrikantens udviklingscentre. De amerikanske trafiksikkerhedsmyndigheder fandt Sonata næsten lige så sikker som dens hovedkonkurrenter Honda Accord og Toyota Camry. I modsætning til Accord og Camry blev Sonata også testet fra siden, hvor den på grund af manglende sideairbags gav meget høj belastning på brystområdet af føreren og forsædepassageren (én hhv. to stjerner). Hoved- og benområdet blev stadigvæk ikke testet i US NCAPs sidekollisionstest.
Testforholdene hos det af forsikringsselskaberne grundlagte IIHS udviste en på taglinjen knækkende sikkerhedscelle i frontalsammenstød med en halvfyldt bil, som fik kontakt med Sonata på førersiden. Bilens stabilitet blev dermed ligesom førerens fodrum bedømt som dårlig. Forsædepassageren, ligesom hoved- og brystområdet på begge forsædebrugerne opnåede derimod den bedste vurdering. På grund af den eftergivende sikkerhedscelle blev bilen dog positioneret på laveste sikkerhedstrin, som den delte med Mitsubishi Galant på samme platform og også med den højere positionerede Volkswagen Passat. Honda Accord og Toyota Camry opnåede lidt hhv. meget bedre resultater, samlet set dog med de samme styrker og svagheder. En sidekollisions- eller rulletest er ikke gennemført af IIHS.

### Tilforladelighed
Et canadisk bilmagasin placerede Sonata Y3 med 3+ som undergennemsnitligt tilforladelig. Vurderinger fra Consumer Reports eller J.D. Power er enten ikke frit tilgængelige eller ikke gennemført. Modellens hyppigste problemer berører automatgearet på modelårene 1995 til 1997. Ved manuelt gearskifte kunne indrykning af bakgearet føre til yderligere problemer, som blev løst gennem montering af modificerede byggedele (1995 og 1996). For alle modelår forkorter en efter vedligeholdesarbejder ikke rigtigt monteret batteriafdækning batteriets levetid på grund af permanent udslippende strøm.

## Sonata EF (1998−2005)
Med den i marts 1998 introducerede fjerde generation forsøgte Hyundai at tilpasse bilen mere til den europæiske smag. Da også denne model primært var tilegnet det sydkoreanske hjemmemarked samt Nordamerika, var bilens komfort prioriteret højere end tekniske finesser og sportslige køreegenskaber, og dermed udeblev den store succes på det europæiske marked. Det samme gjaldt den næsten identiske Kia Magentis, som begyndte benyttelsen af Sonatas platform til andre bilmodeller.
I oktober 2001 fulgte den første modifikation af frontpartiet.
Allerede i efteråret 2002 gennemgik Sonata yderligere et omfattende facelift foran og bagpå (type EF-B). I stedet for det amerikanske frontdesign lignede modellen fra 2002 Mercedes-Benz W203 foran og Jaguar S-Type bagpå. Samtidig blev støjdæmpningen forbedret, kabinen forlænget og karrosseriet forstærket. Bremserne var ved vedvarende kraftig benyttelse svampede, og havde ifølge en testberetning uformindsket styrke. Ifølge ADAC var den faceliftede models bremselængde tilfredsstillende, vejbeliggenheden god og bremsekraften meget fint doserbar. Bilen blev dermed beskrevet som håndterbar, hvorved føreren var godt informeret om vejbanen. Kun større ujævnheder gav undervognen hårdt videre til personerne i bilen. Kabinestøjen var lav, og den testede firecylindermotor omdrejningsvillig og kultiveret. Dens brændstofforbrug lå ved blandet kørsel på 8,3 liter pr. 100 km, og V6-motorens på 9,7.
Det russiske TagAZ overtog i 2005 produktionen af denne Sonata-model, som frem til i dag er blevet produceret uforandret. Fabrikanten kan kun kendes på det manglende Hyundai-logo på kølergrillen, og har ikke egne logoer.
Hyundai fremstiller selv Sonata EF-B i Peking sideløbende med dens i dag to efterfølgere og modificerede eksteriøret i 2010.

### Salgsstrategi
Kendetegnene for Sonata var ligesom før det omfangsrige standardudstyr, til hvilket der nu blev tilføjet et sikkerhedsudstyr med fire airbags (front- og sideairbags til fører og forsædepassager) samt ABS, samt en lavere pris. Tilforladeligheden forbedrede sig, men nåede dog stadig ikke op på japanske konkurrenters niveau.

### Motorer
| Model | Cylindre | Ventiler | Slagvolume cm³ | Max. effekt kW (hk) / omdr. | Max. drejningsmoment Nm / omdr. | 0-100 km/t sek. | Topfart km/t | Bemærkninger |
| ----- | -------- | -------- | -------------- | --------------------------- | ------------------------------- | --------------- | ------------ | --- |
| 2.0   | 4        | 16       | 1997           | 98 (133) / 6000             | 178 / 4500                      | 13,3            | 195          | Modificeret basismotor fra Sirius II-serien (hydraulisk frakobling fra karrosseriet og todelt balanceaksel).                                                                   |
| 2.5   | 6        | 24       | 2493           | 118 (160) / 6000            | 230 / 3750                      | 8,5             | 212          | 1998−2001. Helt nykonstrueret V6-motor med aluminiumsmotorblok. Afløste den forældede V6-motor fra Mitsubishi, som dog fortsat blev benyttet af søstermærket Kia i Kia Opirus. |
| 2.7   | 6        | 24       | 2656           | 127 (173) / 6000            | 245 / 4000                      | 9,7             | 210          | 2002−2005. Opboret version af 2,5'eren, benyttet frem til 2010 i forskellige Hyundai-modeller (f.eks. Tucson eller Coupé).                                                     |

- Motorerne opfyldt Euro3/D4-normen.
- Heller ikke den fjerde generation af Sonata fandtes med dieselmotor.

### Sikkerhed
Sonata EF havde som standard sideairbags og antispinregulering, men ingen ESP.
I US NCAP-test opnåede Sonata i front- og sidekollisionstest fire stjerner for fører- og forsædepassagersikkerhed. Det forsikringsejede IIHS vurderede bilen forskelligt. I sidekollisionstest var førerens hoved bedst muligt beskyttet, mens alle andre kropsområder var indordnet på det laveste sikkerhedstrin. Helt modsat forløb målene for bagsædepassagererne. Deres hoveder var på grund af de manglende gardinairbags dårligt beskyttet, og alle andre kropsområder bedst muligt beskyttet. Karrosseristrukturen blev i sidekollisionstesten samlet set vurderet til det laveste sikkerhedstrin, og i frontalkollisionstesten kun et trin bedre med marginal, da taglinjen knækkede ligesom på forgængeren. Fodområdet opnåede ved frontalkollsionstesten middel bedømmelse, og alle andre områder den højeste bedømmelse inklusive dummyernes godt kontrollerede bevægelser. Dermed lå frontstabiliteten lidt under de daværende konkurrenters niveau, og sidestabiliteten på niveau med konkurrenterne uden sideairbags.

### Tilforladelighed
Det amerikanske forbrugertidsskrift Consumer Reports vurderede efter en rundspørge blandt 800.000 bilejere i 2004 Hyundai Sonata som den mest tilforladelige bil. Rundspørgen var den hidtil største udført af en uafhængig organisation. J.D. Power placerede denne Sonata lidt over gennemsnittet, denne vurdering omfattede alle adspurgte bilområder. Det var ejere af tre år gamle biler som blev spurgt. Frem til og med modelåret 2003 var frem for alt automatgearet berørt af problemer, og blev derefter tilforladeligt. En tungtgående manuel gearkasse på 1999- og 2000-modellerne blev ved hjælp af montering af modificerede dele lettere gående. På 2002-modellen kunne klimaautomatikkens temperatursensor på grund af udfalende luftføring ikke længere måle kabinetemperaturen og regulerede dermed temperaturen efter temperaturen i motorrummet. Usædvanlige rystelser på for- og bagakslerne kunne på biler af samme modelår elimineres ved hjælp af modificerede stabilisatorer. I 2010 startede Hyundai en serviceaktion, hvor en eventuel for stærkt rustende forakselbærer kunne udskiftes uden beregning. Samtidig blev bærerens tykkelse målt på forskellige steder. Den oprindeligt gældende gennemtæringsgaranti var for Sonata gældende i seks år, regnet fra datoen for første indregistrering.

### Modelslægtskaber
Hyundai Sonata af fjerde generation (type EF) leverede den tekniske basis for konstruktionen på mærkets første SUV-model, Santa Fe. Santa Fe var og er en salgssucces på det nordamerikanske marked, hvilket også betød et øget kendskab til mærket. Også i Europa var modellen en betragtelig succes. Yderligere på samme platform byggede modeller var Hyundai Trajet og Kia Magentis.

## Sonata NF (2004−2010)
Den fuldstændig nyudviklede femte generation (type NF) blev introduceret i Sydkorea i august 2004, og i Europa i januar 2005. Modellen delte i modsætning til både forgængeren og efterfølgeren ikke platform med Kia Magentis. For første gang kunne modellen fås med en 2,0-liters dieselmotor, som ligesom benzinmotorerne på 2,4 og 3,3 liter var en komplet nyudvikling.

### Motorer[5]

#### Benzinmotorer
| Model  | Cylindre | Ventiler | Slagvolume cm³ | Max. effekt kW (hk) / omdr. | Max. drejningsmoment Nm / omdr. | 0-100 km/t sek. | Topfart km/t | Bemærkninger |
| ------ | -------- | -------- | -------------- | --------------------------- | ------------------------------- | --------------- | ------------ | --- |
| 2.0    | 4        | 16       | 1998           | 106 (144) / 6000            | 188 / 4250                      | 10,5            | 201          | |
| 2.0    | 4        | 16       | 1998           | 121 (165) / 6200            | 197 / 4200                      | 9,9             | 207          | Opdateret version i forbindelse med faceliftet i 2008. |
| 2.4    | 4        | 16       | 2359           | 122 (166) / 5800            | 219 / 4250                      | 8,9             | 209          | Motoren er udviklet i joint venture med det daværende DaimlerChrysler i de tre år (2001−2004), som samarbejdet varede. På grund af denne globale baggrund fik motoren betegnelsen Verdensmotor. Motoren erstattede forgængerens 2,7-liters V6, hvorved drejningsmomentet faldt med 31 Nm og effekten med 5 kW/7 hk (2,7 V6: 127 kW/173 hk / 250 Nm). |
| 2.4    | 4        | 16       | 2359           | 130 (177) / 5800            |                                 | 11,6            | 200          | Opdateret version i forbindelse med faceliftet i 2008. |
| 3.3 V6 | 6        | 24       | 3342           | 173 (235) / 6000            | 304 / 3500                      | 7,7             | 228          | Denne motor var i hele Hyundais modelprogram mærkets næststærkeste benzinmotor, kun overgået af den næsten identiske 3,8 V6 i Kia Opirus og Hyundai Grandeur. I USA og Sydkorea kunne større biler (Hyundai Equus) også fås med benzinmotorer op til 315 kW/428 hk.                                                                                  |
| 3.3 V6 | 6        | 24       | 3342           | 184 (250) / 6000            | 310 / 4500                      | 7,7             | 230          | Opdateret version i forbindelse med faceliftet i 2008. |

#### Dieselmotorer
For første gang kunne femte generation af Sonata fås med en meget moderne commonrail-dieselmotor med Garrett VTG-turbolader, som Hyundai delvist havde udviklet i deres europæiske Powertrain-centrum i Rüsselsheim i Tyskland. Motoren gjorde også tjeneste i flere andre Hyundai-modeller, og også i søstermærket Kias bilmodeller.
| Model    | Cylindre | Ventiler | Slagvolume cm³ | Max. effekt kW (hk) / omdr. | Max. drejningsmoment Nm / omdr. | 0-100 km/t sek. | Topfart km/t | Byggeår     |
| -------- | -------- | -------- | -------------- | --------------------------- | ------------------------------- | --------------- | ------------ | ----------- |
| 2.0 CRDi | 4        | 16       | 1991           | 103 (140) / 4000            | 305 / 1800                      | 10,7            | 203          | 2006 − 2008 |
| 2.0 CRDi | 4        | 16       | 1991           | 110 (150) / 3800            | 305 / 2000                      | 10,7            | 203          | 2008 − 2010 |

### Sikkerhed
Sonatas sikkerhedsudrustning levede på introduktionstidspunktet op til tidens standard og manglede kun førerhjælpesystemer, som dog kunne fås som ekstraudstyr. I marts 2005 omfattede sikkerhedsudstyret i Sonata seks airbags (front- og sideairbags for fører og forsædepassager samt gardinairbags over de samlede rudearealer i siden) og for første gang i en Hyundai-sedan standardmonteret ESP. Derudover hørte aktive nakkestøtter og selehuskere til standardudstyret.
Ved Euro NCAPs kollisionstest i år 2006 opnåede Sonata et resultat på 27 point ud af 37 mulige og fire ud af fem stjerner. Den anderledes udfaldende kollisionstest udført af de amerikanske trafiksikkerhedsmyndigheder gennemførte Sonata med det bedst mulige resultat på fem stjerner. Dermed hørte modellen efter det amerikanske fagtidsskrift Consumer Reports til de sikreste mellemklassebiler på det nordamerikanske marked. Andre forhold blev udnyttet af det af forsikringsselskaberne grundlagte IIHS, som for eksempel ikke kun afprøvede ulykkessandsynligheden, men udnyttede den også. Bagende- og frontstabilitet blev af IIHS placeret i den bedste kategori, men ved en egentlig ret god absolveret sidekollsion blev kvæstelsesrisikoen for førerens hofter og ben placeret meget højt, så også sidestabiliteten endte som marginal. US NCAP afprøver ved sidekollision kun kvæstelsesrisikoen for brystområdet, hvor Sonata tilbød god til meget god beskyttelse. Samlet set opnåede bilen dermed en acceptabel sikkerhedsvurdering i IIHS-testen.

### Tilforladelighed
Femte generations tilforladelighed opnåede et meget godt niveau, over gennemsnittet. Ifølge rundspørger blandt ejere gennemført af det amerikanske fagtidsskrift Consumer Reports samt J.D. Power var tilforladeligheden rigtig god og nåede op på japanske konkurrenters niveau. F.eks. hørte elektronik og drivlinje til de bedste i klassen, hvorimod holdbarheden for karrosseri og kabine kun var mellemgod. Der blev spurgt til vindstøj, klapren, lækager samt tilstand af lak og kabinematerialer.
De sjældne problemer berørte automatgearet på 2006-modellen. Yderligere problemstillinger var et 5 til 10 °C unøjagtigt udetermometer i biler med klimaautomatik (modelår 2006), en på grund af elektromagnetiske forstyrrelser konstant lysende dæktryksadvarselslampe (2006 og 2007) samt en sensor i V6-modellens elektroniske gaspedal (2006 og 2007), som ved en defekt aktiverede et nødkørselsprogram med en maksimal hastighed på ca. 20 km/t men ingen selvstændig acceleration. For den faceliftede model er der ikke registreret problemer.

### Facelift
I efteråret 2008 blev Sonata faceliftet. Modsat formodninger om at modellen skulle have været omdøbt til i40, beholdtes også i Danmark den hidtidige salgsbetegnelse. I rammerne af dette facelift blev frontpartiet let modificeret og Sonata fik et nydesignet instrumentbræt. Også motorprogrammet blev modificeret, så 2,4-liters benzinmotoren blev afløst af en ny Theta II-motor på 2,0 liter med 121 kW/165 hk. Også 3,3-liters V6-motorem med 184 kW/250 hk og 2,0-liters dieselmotoren med 110 kW/150 hk fik mere effekt.

### Særlige kendetegn
Denne generation af Sonata var den eneste, som fandtes med dieselmotor. Ligesom forgængeren lagde modellen platform til Santa Fe. Sonata var en bestanddel i bilflåden ved VM i fodbold 2006.

## Sonata YF (2009−)
Med denne generation separerede Hyundai for første gang sin mellemklassebil til forskellige kontinenter. Til Europa er der udviklet en særskilt bilmodel bygget på platformen fra Sonata YF, som i midten af 2011 blev introduceret under navnet Hyundai i40. Modellen er baseret på den i 2010 på Geneve Motor Show præsenterede Hyundai i-flow.
Udviklingen af sjette generation med den interne betegnelse YF begyndte i 2005 og kostede 450 milliarder ₩ (ca. 195 milliarder DKK). Salget startede i Sydkorea den 2. september 2009 med forgængerens 2,0-litersmotor med 121 kW/165 hk. Designet var blevet komplet modificeret; Hyundai betegnede det nye formsprog Fluidic Sculpture (flydende skulptur).
Den nye Sonata er som følge af den øgede brug af aluminium ca. 100 kg lettere end forgængeren, og CW-værdien ligger på 0,29. Modelprogrammet indeholder ikke længere V6-motorer, hvorfor den forreste hjælperamme kan bygges lettere. Disse tiltag medvirker til et reduceret brændstofforbrug.

### Motorer
Ved premieren i USA i 2010 introduceredes en nyudviklet 2,4-liters benzinmotor med direkte indsprøjtning, som yder 148 kW/201 hk ved 6300 omdr./min. og et maksimalt drejningsmoment på 250 Nm ved 4250 omdr./min. Denne "Theta II GDI"-motor kan kombineres med sekstrins enten automatisk eller manuel gearkasse og var den eneste tilgængelige motor frem til slutningen af 2010, hvor der introduceredes en turboversion med 2,0 GDI-motor med 201 kW/274 hk.
Udskudt kortvarigt til marts 2011 blev fuldhybridversionen af Sonata, som kun findes i USA og Canada. CW-værdien på hybridversionen blev sænket til 0,25, og 2,4-litersmotoren drevet i Atkinson-cyklus. Benzinmotoren yder 124 kW/169 hk og elektromotoren 29 kW/40 hk. Det kombinerede brændstofforbrug i den praksisnære nordamerikanske EPA-rating er opgivet til 6,2 liter pr. 100 km. I kabinen er omdrejningstælleren erstattet af en "EcoGuide" med blåt og rødt område, som vurderer kørestilen på effektivitet. Under kørslen fremkommer der anvisninger om hybridsystemets aktuelle tilstand.

### Markeder og karrosserivarianter
I Sydkorea og USA hedder bilen fortsat Sonata, mens den i Australien er blevet omdøbt til i45.
Den til Europa udviklede version kom på markedet i efteråret 2011 og hedder i40. Produktionen finder sted på verdens største bilfabrik i Ulsan. For første gang har Hyundai udviklet en mellemklassestationcar ("i40 cw"), som er afstemt af det europæiske udviklingscentrum i Rüsselsheim. Modellen kommer senere til at findes med den ovenfor beskrevne hybridteknik som dieselhybrid, som bliver verdenspremiere på denne teknik i denne karrosseriform. Sedanversionen fulgte i foråret 2012.
Der tænkes i øjeblikket over en cabrioletudgave af Sonata. I denne især i Nordamerika almindelige bilklasse er de prissvarende konkurrenter Toyota Solara og Chrysler Sebring udgået.

### Sikkerhed
Sikkerhedsudstyret svarer til forgængerens og omfatter ud over seks airbags også standardmonteret ESP. Også dæktrykskontrolsystem, aktive nakkestøtter foran og Isofix-børnesædesystem er ligesom på forgængeren standardudstyr. Yderligere kørselshjælpssystemer som f.eks. vognbaneskiftassistent findes kun i Sonatas europæiske søstermodel i40 eller større sedaner som f.eks. den i Europa ikke tilgængelige Grandeur.
De amerikanske trafiksikkerhedsmyndigheder missede i US NCAP-testen i 2011 flere områder på dukken og udvidede med en pæletest ligesom Euro NCAP, hvor bilen skubbes sidelæns ind i en træagtig forhindring. Hyundai forbedrede derfor Sonataen fra 2. juli og 7. september 2010, hvorved frontalkollisionsresultatet endte på fire i stedet for tre stjerner. Sidekollisionsresultatet inklusive pæletesten forblev dog på det maksimale resultat på fem stjerner, hvorved også det samlede resultat blev forbedret. Det forsikringsejede IIHS testede i frontalområdet i stedet for US NCAPs stive forhindring med en sidemonteret, billignende barriere og sidelæns med en SUV-lignende, i stedet for US NCAPs sedanlignende barriere. Derudover udfører Euro NCAP en rulle- og afkørselstest. Alle nævnte tests blev på alle målepunkter absolveret med den bedst mulige bedømmelse god. Dermed vandt Sonata automatisk Top Safety Pick Award og anbefales af de amerikanske forsikringsselskaber.

### Tilforladelighed
Den eneste indtil videre tilgængelige statistikkilde for denne generation er TrueDelta. Deres indsats er de fortløbende indberetninger af problemer foretaget af bilejerne og tilgængeligheden af disse detaljer. Herved adskiller TrueDelta sig fra J.D. Power, som kun en gang hvert tredje år offentliggør en samlet vurdering. Ens er dog begge vurderingerne af tidligere Sonata-generationer. Modelåret 2011 befinder sig hos TrueDelta i topklassen, et trin under klassens bedste værdi. Dette resultat er bemærkelsesværdigt, da det handler om det første produktionsår af en helt nykonstrueret bilmodel.